# Władimir Salkow
Władimir Maksimowicz Salkow, ros. Владимир Максимович Сальков, ukr. Володимир Максимович Сальков, Wołodymyr Maksymowycz Salkow (ur. 1 kwietnia 1937 w Doniecku, zm. 9 lipca 2020) – rosyjski piłkarz pochodzenia ukraińskiego, grający na pozycji pomocnika, a wcześniej obrońcy, trener piłkarski.

## Kariera piłkarska

### Kariera klubowa
Wychowanek DJuSSz Szachtar Donieck. Po ukończeniu Technikum Metalurgicznego w Doniecku wyjechał do pracy na Uralu. W 1957 został powołany do wojska, występował w wojskowym zespole SKWO Orenburg. Po przejściu do rezerwy w 1959 został piłkarzem klubu Krylja Sowietow Kujbyszew, a w następnym roku przeszedł do Szachtara, w którym występował przez 10 sezonów i zdobył największe sukcesy. Po sezonie 1969 zakończył karierę piłkarską w wieku 32 lat.

## Kariera trenerska
W latach 1970–1971 trenował Metałurh Żdanow. Potem pracował w donieckim Szachtarze, pełniąc najpierw funkcje kierownika drużyny, a od 1974 głównego trenera. W latach 1979–1980 prowadził Torpedo Moskwa. W latach 80. pracował w sztabie szkoleniowym reprezentacji Związku Radzieckiego. Trenował również reprezentacje: olimpijską i młodzieżową. W 1993 został zatrudniony na stanowisku głównego trenera Rotora Wołgograd. W styczniu 1995 ponownie objął stanowisko głównego trenera Szachtara. Od grudnia 2000 do 13 października 2001 prowadził reprezentację Uzbekistanu, a następnie ponownie trenował Rotor Wołgograd. Od 2005 pracował na stanowisku dyrektora sportowego CSKA Moskwa.

## Sukcesy i odznaczenia

### Sukcesy klubowe
- zdobywca Pucharu ZSRR: 1961, 1962

### Sukcesy trenerskie
- wicemistrz ZSRR: 1975
- brązowy medalista Mistrzostw ZSRR: 1978
- finalista Pucharu ZSRR: 1978
- wicemistrz Rosji: 1993
- zdobywca Pucharu Ukrainy: 1995

### Odznaczenia
- tytuł Mistrza Sportu ZSRR: 1961
- tytuł Zasłużonego Trenera Ukraińskiej SRR: 1975
- tytuł Zasłużonego Trenera ZSRR: 1988
- Order Chwały Górniczej I, II, III stopnia
- Order Aleksandra Newskiego
- Order „Za zasługi” III klasy: 2011[2]
- Order „Znak Honoru” (1989)